# 諾曼·峰田聖荷西國際機場
諾曼·峰田聖荷西國際機場（英語：Norman Y. Mineta San José International Airport）是一座位於美國加州聖荷西的中型商用機場。它位於聖荷西北部，接鄰880號州際公路、87号加利福尼亚州州道、280號州際公路和101號美國國道等四條主要高速公路。
儘管聖荷西是人口最多的舊金山灣區城市，聖荷西國際機場是舊金山灣區三個商用機場裡旅客人數最少的。平均每年的旅客人數比奧克蘭國際機場（OAK）稍少，但是大概只有舊金山國際機場（SFO）的三分之一。與奧克蘭機場情況類似，它主要吸引離舊金山國際機場太遙遠的郊區旅客、擔任舊金山和奧克蘭機場的後備機場、以及提供服務給不願意支付舊金山國際機場較高著陸費的廉价航空公司，譬如西南航空和捷藍航空。
在國際班機上，美国航空曾經有每日一班往日本東京成田國際機場和台灣桃園國際機場的班機。現在有由墨西哥航空每日一班往墨西哥瓜達拉哈拉、每日一班往墨瑞利亞、每日一班往墨西哥城，以及全日本空輸在2013年1月11日開通往來東京成田機場的定期國際航班。聖荷西機場現在正積極說服航空公司開設或恢復往其他地方的航班，如加拿大航空往返溫哥華、海南航空往返北京、英國航空往返倫敦、漢莎航空往返法蘭克福、中國國航往返上海等。

## 歷史

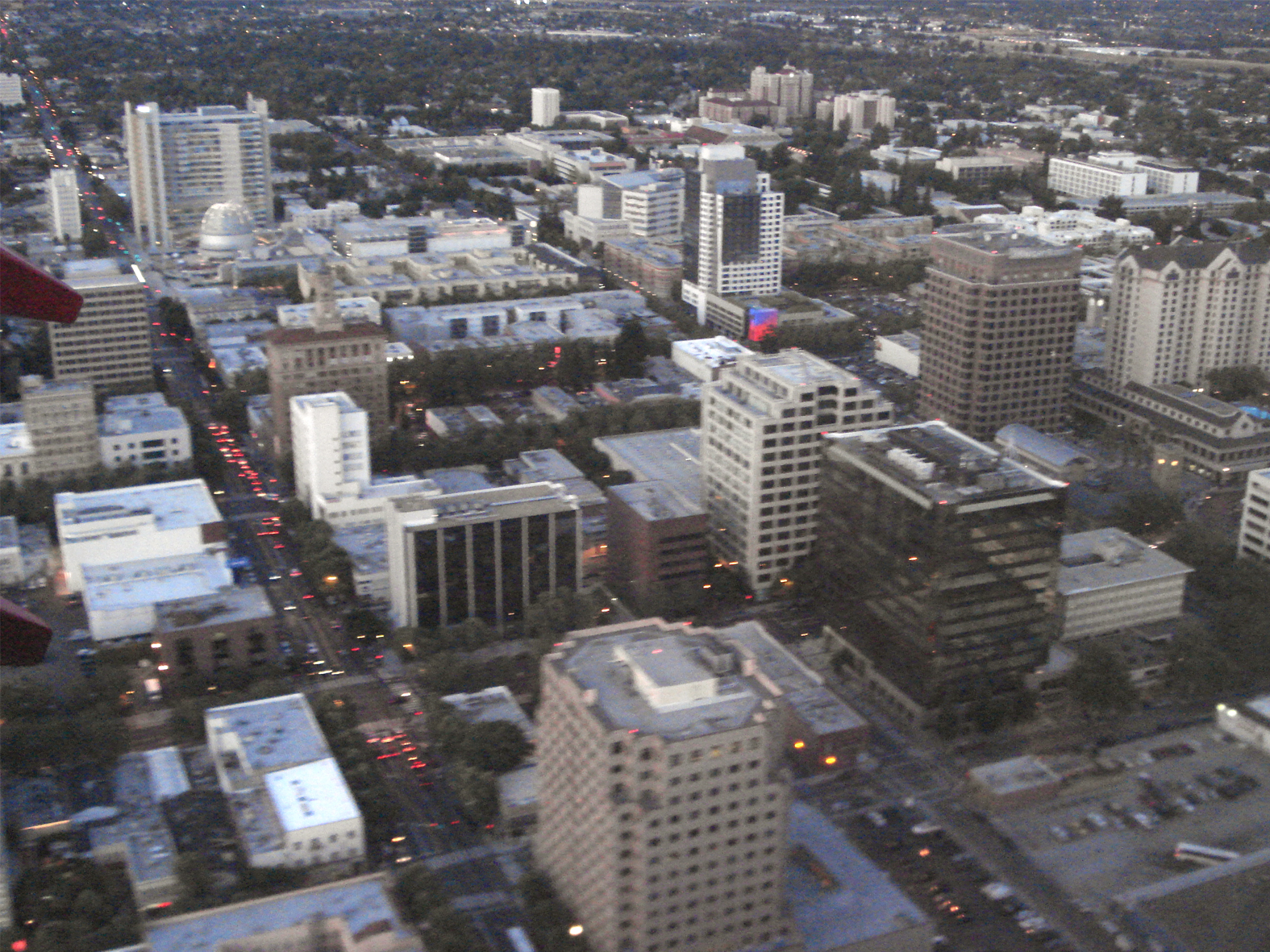
飞机即将降落前快速飞过聖荷西市中心

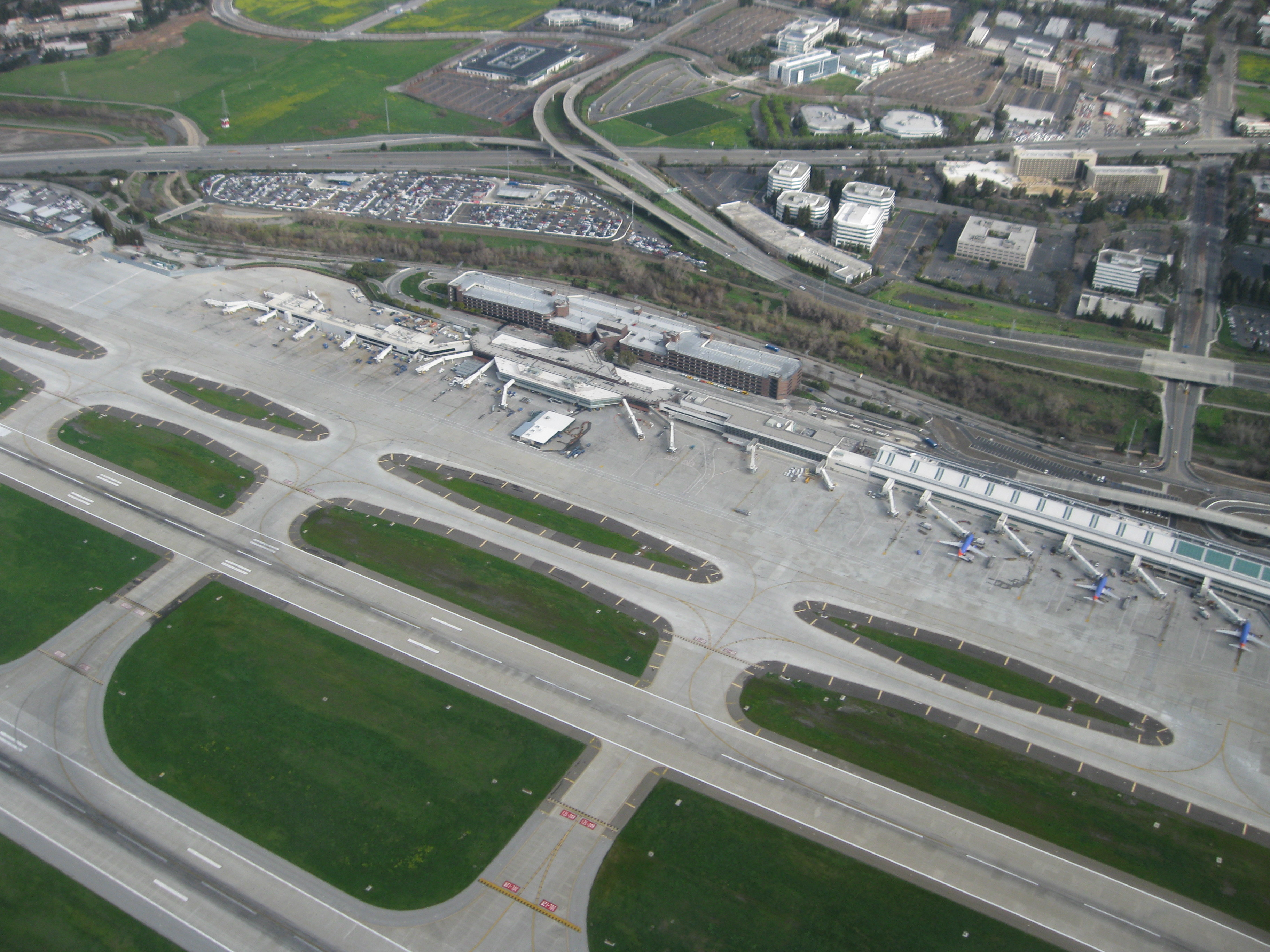
机场航拍图

聖荷西機場於1965年開始開放給一般商務班機使用。現在的C航廈也隨著啟用。
為了容納隨著新興高科技產業繁榮而急速增加的旅客人數，聖荷西機場於80年代末期增建了A航廈。
美國航空利用在1986年與加利福尼亞航空（Air California）的合併而得到的班機席次於1988年在聖荷西機場建立了一個主要轉運站。在1998年與美航合併以前，當時新成立的雷諾航空（Reno Air）也利用美國航空剩下來的席次在聖荷西機場建立了一個主要轉運站。雖然現在聖荷西機場不再是美國航空公司的一個主要轉運站，美航仍然是擁有聖荷西機場第二多的航班的航空公司，僅次於西南航空公司。
2001年，為了感謝諾曼·峰田（Norman Y. Mineta）對聖荷西的貢獻，當時的聖荷西國際機場被改為現在的名稱，諾曼·峰田聖荷西國際機場。日本裔的諾曼·峰田出生於聖荷西，曾任聖荷西市市長，以及代表聖荷西的聯邦眾議員（國會議員），並曾先後於民主黨柯林頓總統任內出任美國商務部長、共和黨小布希總統任內出任美國運輸部長，是美國史上首位亞裔內閣部長，也是極少數連續在兩任不同政黨執政下，皆獲邀出任部長的政治家。
在1990年代末、2000年代初的網路泡沫結束前，加拿大航空有開設從聖荷西直飛加拿大多倫多和渥太華的班機；美國航空有聖荷西直飛臺灣臺北和法國巴黎的國際班機、還有到聖路易斯-奧比斯保、波士頓、邁阿密、聖路易斯、西雅圖、丹佛、和鳳凰城的國內班機。這些航線都因為近年來聖荷西和矽谷地區的經濟衰退而取消。隨著經濟有逐漸復甦的跡象，聖荷西機場也試圖說服航空公司讓這些航線復航。聖荷西機場也希望開設往香港和經由臺北往越南和印度的國際航班。
聖荷西市政府於2001年11月通過了一項三階段的聖荷西機場改善和擴建計畫，其中最主要的部份是在1990年A航廈和1965年C航廈之間興建一個新航廈以取代老舊C航廈的大部分功能，完工後，聖荷西機場將擁有符合目前安全標準的先進行李檢查系統、空橋，登機門的總數將達到40個。但經濟不景氣造成的旅客減少迫使市政府於2005年通過了規模縮小的機場擴建計畫，其中新航廈興建計畫被拆成兩階段，第一階段將建成一12個登機門的航廈，第二階段將視旅客增長程度執行。
被稱為B航廈的新航廈第一階段於2010年完工，C航廈也功成身退被拆除。A航廈也進行了小規模擴建，以增加報到櫃檯、安全檢查點、和旅客上車/下車點。
全日空於2012年8月21日宣布將於2013年1月11日開設聖荷西往返東京的航班，這將恢復自2006年起中斷的兩地航線。全日空並宣布這個新航線將會使用新接收的波音787客機飛行，這將讓聖荷西成為美國由波音787執行定期航班的首兩個城市之一。在得到必要的核准後，海南航空於2015年6月15日起開設由北京直飛聖荷西的航班，每日一班。

## 航空公司及航點
此航空公司與航點表僅供參考用
| 航空公司           | 目的地 | 航廈       |
| ------------------ | --- | ---------- |
| 美国航空（AA）     | 芝加哥-歐海爾、達拉斯/沃斯堡、鳳凰城 | A          |
| 美國之鷹航空（AA） | 洛杉磯 | A          |
| 達美航空（DL）     | 紐約-甘迺迪、亞特蘭大、底特律、明尼阿波利斯/聖保羅、鹽湖城 季節性：西雅圖/塔科馬 | B          |
| 達美連接航空（DL） | 洛杉磯、西雅圖/塔科馬、拉斯維加斯 季節性：鹽湖城 | B          |
| 聯合航空（UA）     | 芝加哥-歐黑爾、丹佛、休士頓-洲際 | A          |
| 聯航快運（UA）     | 丹佛 | A          |
| 阿拉斯加航空（AS） | 國內線：紐約-甘迺迪、紐約/紐瓦克、洛杉磯、西雅圖/塔科馬、檀香山、波特蘭、奧斯汀、達拉斯-愛田、聖地牙哥、橘县、波夕、柏本克、卡胡魯伊、科納、利胡埃、雷諾/太浩、土桑 國際線：瓜達拉哈拉、洛斯卡波斯国际机场 | 圣何塞卡波 |

 | B
|  夏威夷航空（HA） | 檀香山、卡胡魯伊 | A
|  西南航空（WN） | 國內線：洛杉磯、洛杉磯-安大略、西雅圖/塔科馬、芝加哥-中途、達拉斯-愛田、巴爾的摩、丹佛、休士頓-霍比、拉斯維加斯、鳳凰城、鹽湖城、波特蘭、聖地牙哥、檀香山、卡胡路伊、橘郡、奧斯汀、波夕、柏本克、雷諾/太浩、土桑、阿布奎基、艾爾帕索、長灘（2019年4月8日開辦）、納許維爾、三角區、斯波坎、聖路易斯
國際線：洛斯卡波斯国际机场|圣何塞卡波}}| B
|  捷藍航空（B6） | 紐約-甘迺迪、波士頓、長灘 | A
|  邊疆航空（F9） | 丹佛、拉斯維加斯|
|  加州太平洋航空（4A）| 卡爾斯巴德|
|  加拿大快運航空（AC）
【星空聯盟】 | 溫哥華| A
|  沃拉里斯航空（Y4） | 瓜達拉哈拉、錫勞、薩卡特卡斯|A
|  英國航空（BA） | 倫敦/希思罗| B
|  ZIPAIR Tokyo（ZG） | 東京-成田 | A
}}

### 私人飛行
私人和公司專機使用在航廈A和C對面的私人飛行中心，在Coleman街上。
- ACM飛行(ACM Aviation)
- 聖荷西噴射機中心(San Jose Jet Center)
- 矽谷快捷(Silicon Valley Express)

## 公用運輸轉乘
乘客可搭乘聖塔克拉拉谷交通局的10號接駁公車與機場東邊的VTA大都會/機場輕軌站和西邊的加州通勤鐵路聖塔克拉拉站連接，該站亦為阿特蒙特快和美國國鐵首府通道線端點站，可提供往東灣地區的鐵路運輸。灣區捷運正規畫由費利蒙延伸至聖荷西，計畫路線亦會經過機場。

## 備註
1. ↑  Norman Y. Mineta San Jose International Airport （页面存档备份，存于） 官方網站
2. ↑  SJC的美国联邦航空局机场记录 (PDF), effective 2008-04-10
3. ↑  FAA Passenger Boarding Data （页面存档备份，存于） for 2006, as published November 26, 2007.
4. ↑  John Boudreau. . 聖荷西水星報. 2012-08-21  [2012-08-22]. （原始内容存档于2016-01-29） （美国英语）.
5. ↑  Gomez, Mark. . 聖荷西水星報. December 21, 2011  [December 21, 2011]. （原始内容存档于2012-01-12） （美国英语）.
6. ↑  . San Jose Mercury News. January 21, 2015  [January 22, 2015]. （原始内容存档于2015-04-05）.
7. ↑  . Austin Business Journal. August 3, 2010  [August 3, 2010]. （原始内容存档于2010-08-06）.

## 外部連結
- Mineta San José International Airport 官方網站(英)（页面存档备份，存于）